# Katarzyna Portasińska
Katarzyna Portasińska (* 26. Oktober 1995 in Sztum, geborene Katarzyna Janiszewska) ist eine polnische Handballspielerin.

## Karriere

### Im Verein
Katarzyna Portasińska spielte bis 2018 für GTPR Gdynia. Mit Gdynia gewann sie 2017 die polnische Meisterschaft sowie von 2014 bis 2016 dreimal den polnischen Pokal. 2018 wechselte sie zum deutschen Erstligaaufsteiger SV Union Halle-Neustadt. Nachdem sie mit Halle-Neustadt nach einer Saison in die 2. Bundesliga abgestiegen war, wechselte sie zum Bundesligisten TuS Metzingen. 2021 ging sie nach Frankreich und spielte dort für Paris 92. Nach einer Saison kehrte sie nach Polen zurück und stand im Kader von MKS Lublin. 2023 wechselte sie nach Dänemark zu Viborg HK. Nach der Saison 2023/24 verließ sie Viborg HK.

### In Auswahlmannschaften
Mit der polnischen Juniorinnen-Nationalmannschaft belegte sie bei der U20-Weltmeisterschaft 2012 den 7. Platz. Zwischen 2014 und 2018 gehörte sie zur Aufstellung der A-Nationalmannschaft bei drei aufeinanderfolgenden Europameisterschaften. Die Platzierungen der Mannschaft in diesen Wettbewerben waren wie folgt: 11. (2014), 15. (2016) und 14. (2018). Des Weiteren nahm Katarzyna Portasińska an der Weltmeisterschaft 2017 teil, wo sie mit Polen den 17. Platz belegte.